# Brage den gamle
Brage den gamle (isländska: Bragi hinn gamli), eller Brage Boddason, är den äldste nordiske skald varav det finns verk bevarade. Han levde på 800-talet. Landnamsboken innehåller uppgiften att han var gift med en dotter till skalden Erp lutande. Brage har släktband med det norska Vestlandet.
Enligt Skáldatal, en förteckning från 1200-talet över skalder, var Brage skald hos ett antal kungar som är på gränsen mellan myt och historia. En av dessa är Östen Beli som inte kan identifieras i samtida källor. En annan är Björn på Håga som kan vara den kung Björn som mottog Ansgar i Birka omkring år 830. En tredje är Ragnar Lodbrok som kan vara den Ragnar som härjade på floden Seine och belägrade Paris på 840-talet.  Landnámabók nämner dessutom att Brage var hos en kung Jor i Rogaland.
Brages bäst bevarade verk är Ragnarsdrápa, en dikt i drottkvätt.
Han har satts i samband med asen Brage, varvid det antagits såväl att han var såväl en förmänskligad version av guden som att han efter sin död upphöjdes.